# المعمرية
المعمرية هي إحدى القرى اللبنانية من قرى قضاء صيدا في محافظة الجنوب.